# Onthophagus clitellarius
Onthophagus clitellarius là một loài bọ cánh cứng trong họ Bọ hung (Scarabaeidae).